# FOX (México)
FOX —anteriormente Caliente TV— es un canal de televisión por suscripción de temática deportiva mexicano (que previamente también era una plataforma de streaming), fundado por Grupo Caliente y propiedad de Fox Corporation. Sus emisiones están disponibles mediante redes sociales y las plataformas de streaming Tubi y Caliente TV. Desde el 29 de julio de 2025, cambió su nombre a FOX, debido a que fue comprado por Fox Corporation, lo cual se oficializó el 4 de agosto y se lanzará completamente en operadores de televisión de paga el 1 de septiembre de 2025.

## Historia
El canal de televisión inició como un canal de YouTube que comenzaría a emitir los partidos como local de Caliente de Durango de la Liga Mexicana de Béisbol, antes de ser oficializado como un proyecto digital.
Caliente TV fue lanzada formalmente el 25 de septiembre de 2023 como plataforma digital de redes sociales con el inicio de cuatro programas: Xilakillers, Café Caliente, La Charcutería y Desencajados, así como se anunció que paulatinamente incluirían más shows.
La marca comenzó sus transmisiones como canal de televisión en los sistemas de cable MVSHub y Totalplay el 4 y 8 de marzo de 2024 respectivamente. Posteriormente, Caliente TV de igual forma se agregó al operador satélital Star TV.
El 3 de febrero de 2025, la plataforma dejó de ofrecer sus transmisiones de forma gratuita para pasar a tener un costo mensual de 115 pesos mexicanos y uno anual de 999 pesos.

### Inicio de emisión de competiciones de fútbol
El 28 de junio de 2024, se confirmó que Caliente TV a partir del Torneo Apertura 2024 de la Liga MX y Liga MX Femenil se convertiría en la emisora exclusiva de los partidos como local del equipo propiedad de su empresa matriz, Club Tijuana (tanto el varonil como el femenil). Posteriormente se reveló que los juegos en casa del otro equipo de Grupo Caliente, Querétaro Fútbol Club (incluyendo el equipo femenil), también empezarían a ser transmitidos exclusivamente por Caliente TV desde los torneos anteriormente mencionados.
El 17 de julio de 2024, se dio a conocer que la plataforma había adquirido los derechos de transmisión de los partidos de la Ligue 1 a partir de la temporada 2024-25 durante 3 años en Hispanoamérica. Sin embargo, más tarde se reveló que la cadena solo deseaba emitir los juegos en México por lo que decidió sublicenciar los derechos para transmitir la liga en el resto de la región a ESPN.
El 14 de agosto de 2024, Caliente anunció que en México se había hecho con los derechos de transmisión de 109 partidos por campaña de la UEFA Champions League a partir de la temporada 2024-25 durante tres ediciones.

### Adquisición por parte de Fox Corporation
El 19 de junio de 2025, se confirmó que Fox Corporation había adquirido a Caliente TV para aumentar su presencia en derechos deportivos —que ya poseía a través de Tubi en México y Centroamérica—, mediante una futura multiplataforma que incluirá, además de Tubi (servicio gratuito), un canal de televisión por suscripción y un servicio de streaming de paga.

#### Cambio a FOX
El 28 de julio de 2025, Caliente TV cambió su nombre oficialmente a FOX, dando fin al periodo de transición anunciado por Fox Corporation después de la compra del canal. El último programa emitido bajo el nombre de Caliente TV fue Los Primos, para dar paso a Desencajados Temporada 2, ahora, bajo el parteaguas de FOX. Además, las redes sociales de Caliente TV cambiaron de nombre, pasando de "Deportes Caliente TV" a "Somos FOX".
El 5 de agosto de 2025, se anunció que FOX estaría disponible mediante Tubi durante el resto del mes y que empezaría a tener sus emisiones formales en sistemas de televisión por suscripción, así como sus transmisiones digitales a través del servicio de paga Caliente TV (que mantendría el nombre anterior del canal) a partir del 1 de septiembre de 2025.

## Fallas en sus transmisiones
Antes del comienzo de la temporada 2024-25 de la UEFA Champions League, se reveló que solo se podría acceder a los partidos de la competición a través de la aplicación de la marca que fue lanzada con el objetivo de emitir este torneo. Al empezar la emisión de los encuentros de la máxima competición europea de clubes, los usuarios en Twitter reportaron fallas graves en las transmisiones, como que un partido se emitió con las imágenes en vivo de cabeza durante algunos segundos o que las transmisiones de los juegos «se trababan y se reseteaban».
El 21 de noviembre de 2024, Caliente TV emitió el partido del play-in del Apertura 2024 de la Liga MX 'Xolos VS. América', únicamente a través de su aplicación y sitio web; la emisión del juego desde un inicio contó con fallas constantes hasta finalmente caerse, lo cual inmediatamente provocó críticas de los espectadores mediante redes sociales. Caliente poco tiempo después del comienzo de las fallas, tomó la decisión de igualmente mostrar el partido en su canal de YouTube, el cual inicialmente solo contaba con una transmisión de la narración del juego sin las imágenes de este.
Tras el cambio que tuvo Caliente TV de plataforma gratuita a una de paga en febrero de 2025, las transmisiones de los partidos del playoff de la temporada en curso de la Liga de Campeones de la UEFA volvieron a contar con fallas graves, lo cual provocó de nueva cuenta la molestia de los aficionados, ya que, a diferencia de ocasiones anteriores, en esta oportunidad los espectadores debían pagar para acceder a la emisión de los encuentros.